# Підземні води Вінниччини
Підземні води Вінниччини — сукупність усіх підземник прісних та мінеральних вод Вінницької області.

## Різновиди
Вінниччина багата якісними мінеральними та прісними підземними водами. Радонові води Хмільника та столова вода «Регіна» відомі далеко за межами Вінницької області. Ведуться роботи з розвідки й освоєння Немирівського родовища радонових вод, Бронницького родовища мінеральних вод типу «Миргородська» та лікувально-столових вод з кремнієвою мінералізацією.
Розповсюдження та специфіка складу підземних вод значною мірою визначаються особливостями геологічної будови регіону.
Найбільш поширеним на території області є водоносний комплекс в зоні кристалічних порід докембрійського періоду і продуктів їх вивітрювання. За хімічним складом води цього комплексу належать до типу гідрокарбонатно-магнієво-кальцієвих або кальцієвих з мінералізацією 0,4—0,8 г/дм³. Дебіт свердловин переважно від 2—3 до 20—50 м³/год. Води цього горизонту найчастіше використовуються для централізованого водопостачання, особливо в північній, центральній та східній частині області. З окремими специфічними зонами в породах кристалічного фундаменту пов'язані поклади мінеральних радонових вод.
У Придністров'ї вузькою смугою шириною до 20—30 км вздовж Дністра, поширений водоносний горизонт у верхньопротерозойських осадових і вулканічних породах. Води цього горизонту мають спектр від прісних в пісковиках-до мінеральних хлоридно-натрієвих з мінералізацією до 5—6 г/дм³ серед базальтових лав і туфів.
Тут же, але в ширшій смузі, також поширений пористий водоносний горизонт в породах крейдового періоду-крейди й піщано-кремнієвих відкладах.
Дуже важливим для централізованого водопостачання південно-західної частини області є поширений тут водоносний горизонт у вапняках та пісках неогенової системи. Свердловини і джерела характеризуються великим дебітом — від 5—10 до 100 м³/год. Води, як правило, гідрокарбонатні кальцієві з мінералізацією 0,5—0,9 г/дм³. Серед них відомі джерельні — «Шумілівська» і «Княжна», що використовуються для розливу.
Водоносні горизонти в молодших верхньонеогенових і четвертинних відкладеннях — гравію, піску, супісків і суглинків — поширені майже на всій території області. Вони, крім деяких винятків, характеризуються незначним дебітом і значно менш захищені від поверхневого забруднення, ніж перераховані вище глибші горизонти. Ці води найчастіше добуваються місцевим населенням через колодязі та неглибокі свердловини. Води прісні, хорошої якості, однак все частіше зустрічаються випадки забруднення їх побутовими, промисловими відходами, стоками тваринницьких ферм і різними хімікатами.
На території Вінницької області розвідано і враховано державним балансом Хмельницьке родовище мінеральних лікувальних радонових вод (5 ділянок), родовище столових вод «Регіна» (4 джерела), 17 родовищ прісних вод (44 окремих ділянки). Вивчається Немирівське родовище мінеральних радонових вод, Бронницьке — мінеральної лікувально-столової води, кілька родовищ столових вод. Значна кількість прісних столових вод, а в окремих випадках і мінеральні лікувально-столові води видобуваються з нерозвіданих запасів. Ці поклади, особливо мінеральних лікувально-столових і столових вод, а також прісних вод, які використовуються для централізованого водопостачання, потребують вивчення та оцінки запасів з метою вибору режиму їх найбільш раціонального використання і запобігання можливого виснаження водоносних горизонтів, погіршення якості вод і їх забруднення.